# Старий Каролінув
Старий Каролінув (пол. Stary Karolinów) — село в Польщі, у гміні Пуща-Марянська Жирардовського повіту Мазовецького воєводства.
Населення — 144 особи (2011).
У 1975-1998 роках село належало до Скерневицького воєводства.

## Демографія
Демографічна структура станом на 31 березня 2011 року:
|          | Загалом | Допрацездатний вік | Працездатний вік | Постпрацездатний вік |
| -------- | ------- | ------------------ | ---------------- | -------------------- |
| Чоловіки | 73      | 11                 | 55               | 7                    |
| Жінки    | 71      | 14                 | 41               | 16                   |
| Разом    | 144     | 25                 | 96               | 23                   |